# Playa del Bozo
La playa del Bozo está en el concejo de Valdés , en el occidente del Principado de Asturias (España) y pertenece al pueblo de Busto. Está en la Costa Occidental de Asturias, en la franja que recibe la catalogación de Paisaje Protegido de la Costa Occidental de Asturias.

## Descripción
Su forma es lineal, tiene una longitud de unos 220 m y una anchura media de 35 m. El entorno es prácticamente virgen y una peligrosidad media. El lecho está formado por cantos rodados y muy pocas zonas de arenas gruesas y oscuras y piedras de cuarzo y pizarra. La ocupación y urbanización son escasas.
Para llegar a la playa hay que localizar el pueblo más cercano que es Busto y además está al lado del cabo Busto del que la separan unos 300 m por una carretera que va en dirección oeste. A partir de aquí hay que estar muy atento a un camino semi escondido por la vegetación que nos dirige a la playa mediante una cómoda bajada. La playa no tiene ningún servicio y las actividades más aconsejadas son la pesca submarina y la deportiva a caña.